# Christian Boussus
Christian Boussus (Hyères, 5 de maio de 1908 - Neuilly-sur-Seine. agosto de 2003) foi um tenista profissional francês.

## Grand Slam finais

### Simples
Finais
| Ano  | Torneio       | Oponentes    | Placar             |
| 1931 | Roland Garros | Jean Borotra | 6–2, 4–6, 5–7, 4–6 |

### Duplas
Finais
| Ano  | Torneio       | Parceiro       | Oponentes                    | Placar             |
| 1932 | Roland Garros | Marcel Bernard | Henri Cochet Jacques Brugnon | 4–6, 6–3, 5–7, 3–6 |

### Duplas Mistas
Títulos
| Ano  | Torneio         | Parceira        | Oponentes              | Placar        |
| 1935 | Australian Open | Louie Bickerton | Mrs. Bond Vernon Kirby | 1–6, 6–3, 6–3 |

Finais
| Ano  | Torneio       | Parceira            | Oponentes                      | Placar        |
| 1938 | Roland Garros | Nancye Wynne Bolton | Simonne Mathieu Dragutin Mitić | 6–2, 3–6, 4–6 |